# Jens Jeremies
Jens Jeremies (nascut a Görlitz, el 5 de març del 1974), és un exfutbolista alemany que va jugar de mig-defensiu al TSV 1860 München i Bayern München entre d'altres. Jeremies, també va jugar per la selecció d'Alemanya entre el 1997 i el 2004.